# Peach / Heart
Singles de Ai Ōtsuka
Chu-Lip
(2007) Pocket
(2007)
Peach / Heart est le 15e single de Ai Ōtsuka sorti sous le label Avex Trax le 25 juillet 2007 au Japon. Il atteint la 1re place du classement de l'Oricon. Il se vend à 68 346 exemplaires la première semaine, et reste classé pendant 20 semaines, pour un total de 167 004 exemplaires vendus.
Peach a été utilisé comme thème musical pour le drama Hanazakari no Kimitachi e ~Ikemen♂Paradise~. Peach et Heart se trouvent sur l'album Love Piece; et Heart et Ren' ai Shashin -Haru- se trouvent sur la compilation Love Is Best.

## Liste des titres
| 1. | Peach                                  | 4:12 |
| 2. | Heart                                  | 4:50 |
| 3. | Ren' ai Shashin -Haru- (恋愛写真 -春-) | 5:00 |
| 4. | Peach (instrumental)                   | 4:12 |
| 5. | Heart (instrumental)                   | 4:47 |

| 1. | Peach |  |

### Interprétations à la télévision
- Live Earth (7 juillet 2007)
- Utaban (19 juillet 2007)
- Music Station (27 juillet 2007)
- Music Fighter (28 juillet 2007)
- Music Japan (28 juillet 2007)
- CDTV (29 juillet 2007)